# Super Bowl XLI
El Super Bowl XLI fue la 41.ª edición de la final por el campeonato de la National Football League (NFL). Este partido de fútbol americano se disputó el 4 de febrero de 2007 en el Dolphin Stadium ubicado en Miami Gardens, un barrio de Miami, Florida (Estados Unidos) al término de la temporada de 2006 de la NFL. La patada inicial se dio a las 18:27, hora del este de los Estados Unidos. En el partido, los campeones de la American Football Conference (AFC), los Indianapolis Colts, derrotaron a los campeones de la National Football Conference (NFC), los Chicago Bears, 29-17.
En este partido se enfrentaron dos equipos que llevaban un largo tiempo sin llegar a la final del campeonato. Los Colts no habían jugado un Super Bowl desde que ganaron el Super Bowl V en la temporada de 1970, cuando la franquicia todavía jugaba en Baltimore; se mudaron a Indianápolis en 1984. Mientras tanto, los Bears llegaron a un Super Bowl por primera vez desde que ganaron el Super Bowl XX en la temporada de 1985. El partido también es notable por haber sido el primer Super Bowl en el que jugó y ganó un equipo dirigido por un entrenador afroamericano (aunque en este caso ambos entrenadores, Lovie Smith y Tony Dungy, lo eran).
El quarterback de los Colts, Peyton Manning, fue nombrado el jugador más valioso (JMV) del partido, completando 25 de sus 38 pases para 247 yardas y un touchdown, con una intercepción. Nielsen Media Research reportó 93 millones de telespectadores para el Super Bowl XLI, convirtiéndolo en la que hasta ese momento fuera la tercera transmisión televisiva con mayor audiencia en la historia de los Estados Unidos, solo por detrás del Super Bowl XXX y del episodio final de la serie M*A*S*H.

## Antecedentes

### Elección de la sede

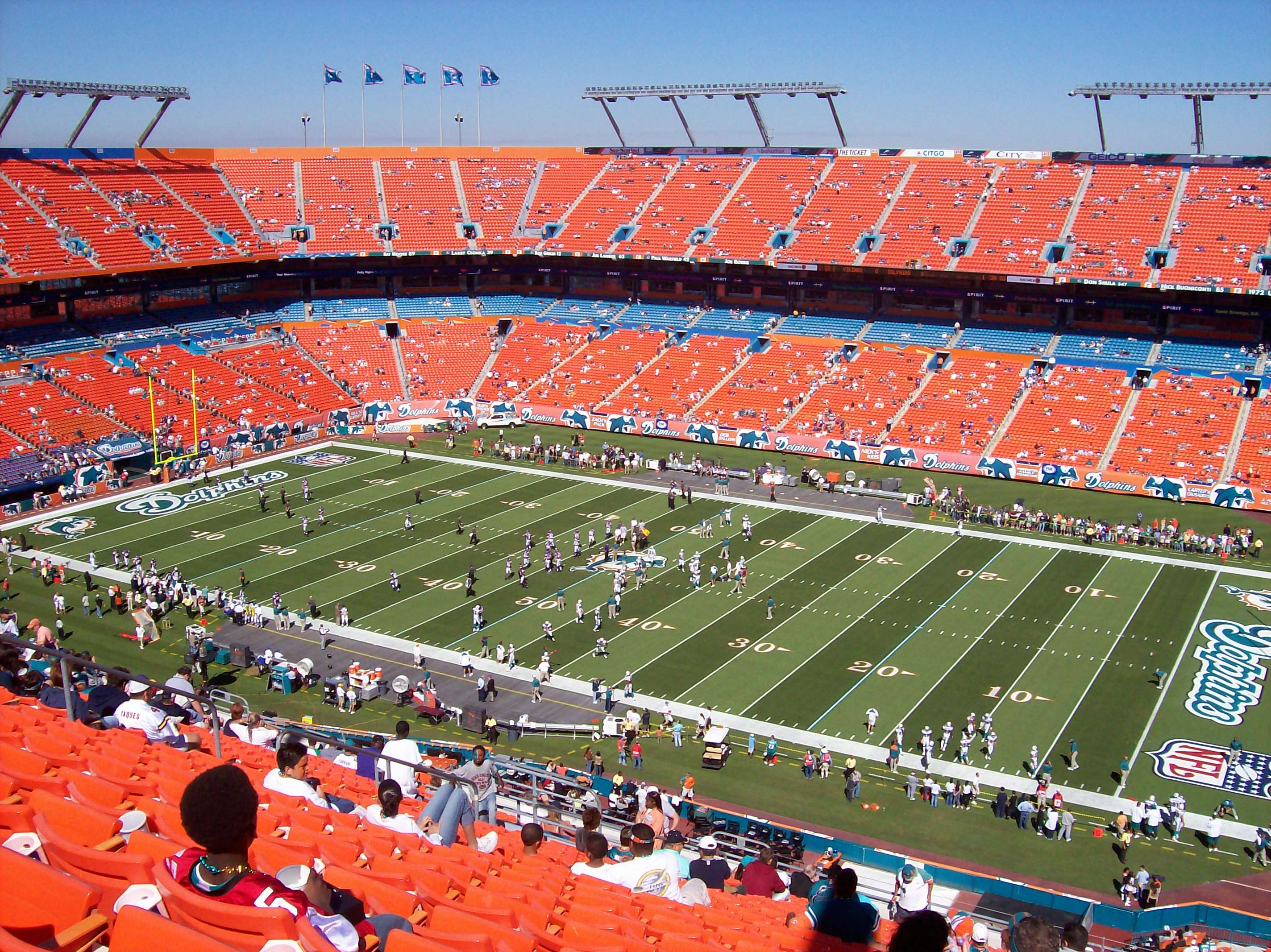
Dolphin Stadium durante la temporada de 2006.

El Dolphin Stadium ganó la lucha por ser la sede del Super Bowl XLI el 17 de septiembre de 2003 después de una campaña contra Arizona, Tampa Bay, Nueva York y Washington D. C. Con este partido, el área metropolitana de Miami empató a Nueva Orleans (Luisiana) como la ciudad en acoger más Super Bowls, con 9.
Este fue el cuarto Super Bowl celebrado en el Dolphin Stadium, recinto que también ha sido conocido como Joe Robbie Stadium y Pro Player Stadium. El inmueble recibió previamente a los Super Bowls XXIII (transmitido por NBC), XXIX (por ABC) y XXXIII (por FOX). Los Super Bowls II, III, V y XIII también fueron jugados en Miami, pero se celebraron en el Miami Orange Bowl.
En febrero de 2006, la NFL y el South Florida Super Bowl XLI Host Committee (en español Comité Organizador del Super Bowl XLI del sur de la Florida) lanzaron el eslogan one game, one dream («un juego, un sueño»), con la idea de unir a toda la región del sur de Florida para trabajar conjuntamente y organizar el evento. El logotipo del Super Bowl XLI también fue dado a conocer, presentando los colores naranja (en referencia al sol) y azul (simbolizando el océano). La "I" en el número romano "XLI" fue dibujada con la forma de uno de los prismas anaranjados que se colocan en cada esquina de una zona de anotación ya que, según el Comité, "la meta es llegar al juego". El logotipo tenía el mismo tono de anaranjado que el del logotipo del equipo de la ciudad anfitriona, los Miami Dolphins. Las letras "XL" eran similares a las del logotipo del Super Bowl XL.

### Temporada regular

#### Chicago Bears
Chicago terminó la temporada regular con el mejor registro de la NFC, 13-3, para más tarde avanzar al segundo Super Bowl en la historia de la franquicia. El equipo sobresalió en su defensa, posicionándose como tercero en menos puntos permitidos (255) y segundo en menos puntos permitidos por serie ofensiva en la liga. Ofensivamente, se clasificaron segundos en puntos anotados (427), aunque apenas décimos en puntos por serie ofensiva. Por otra parte fueron primeros de la liga en puntos anotados en jugadas defensivas o de equipos especiales (65).

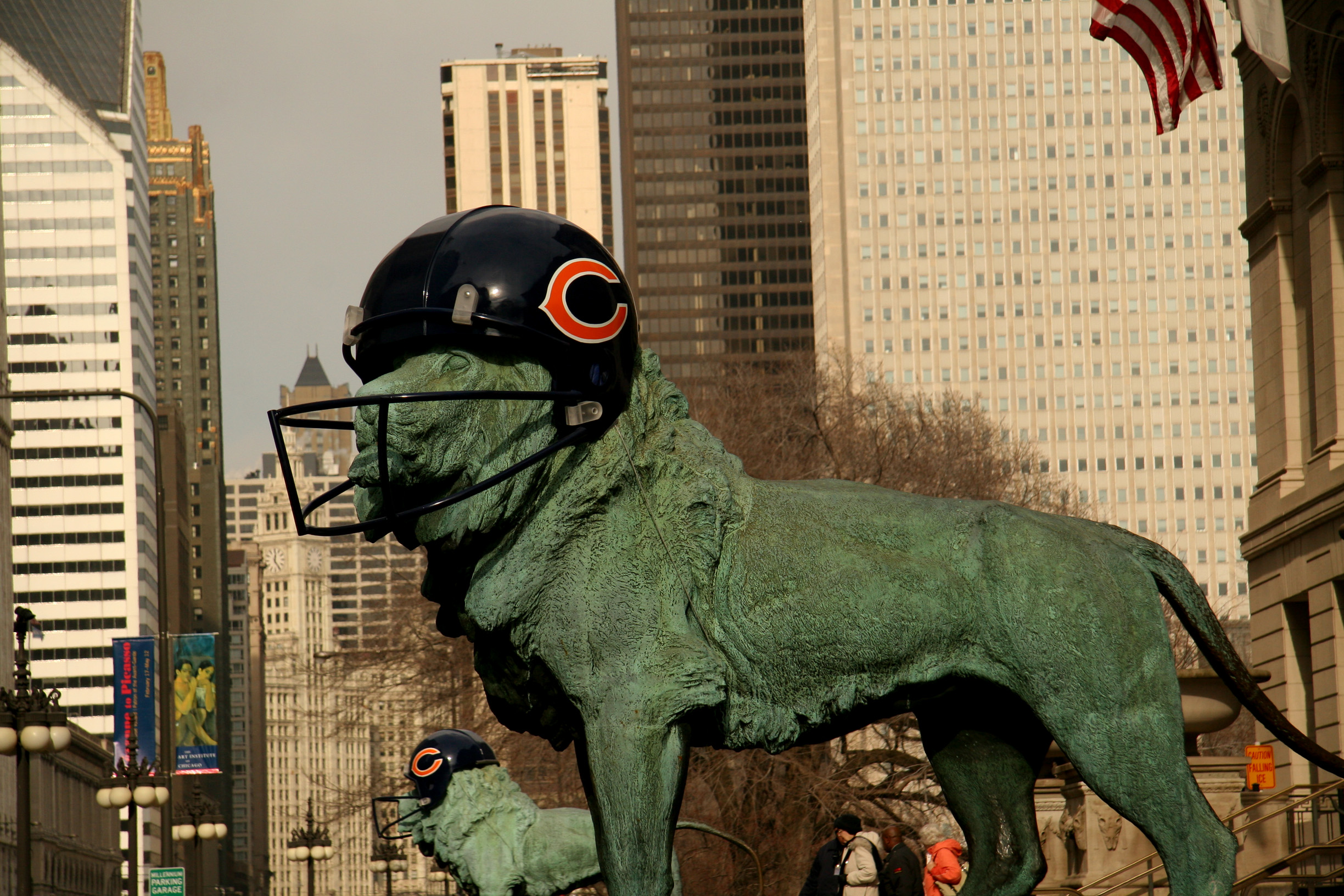
Los leones del Instituto de Arte de Chicago fueron decorados en señal de apoyo a los Chicago Bears.

El ataque de los Bears fue dirigido por el mariscal de campo Rex Grossman, la selección de primera ronda del equipo en el draft de 2003. Durante las tres temporadas anteriores, Grossman había jugado en solamente 8 partidos de temporada regular debido a lesiones, pero se recuperó para iniciar como titular en los 16 partidos de la temporada de 2006. Para el final de la temporada, acumuló 3193 yardas y 23 touchdowns, la mayor cantidad para un mariscal de campo de los Bears desde 1995. Sin embargo, Grossman tuvo dificultades para evitar las entregas de balón, pues lanzó 20 intercepciones y perdió 5 fumbles durante el año. En los últimos siete partidos de la temporada regular, entregó 18 veces el balón al equipo contrario. Muchos fanáticos y analistas deportivos esperaban que el entrenador Lovie Smith lo mandara a la banca en cualquier momento, pero Smith insistió en que Grossman sería el titular durante toda la temporada.
Los receptores abiertos Muhsin Muhammad (60 recepciones, 863 yardas, 5 touchdowns) y Bernard Berrian (51 recepciones, 775 yardas, 6 touchdowns) fueron la principal amenaza ofensiva del equipo, junto con el ala cerrada Desmond Clark, quien atrapó 45 pases para 626 yardas y 6 touchdowns. El juego terrestre de Chicago fue dirigido por los corredores Thomas Jones y Cedric Benson. Jones corrió para 1210 yardas y además atrapó 36 pases, mientras que Benson corrió para 647 yardas y anotó 6 touchdowns.
La defensa de Chicago permitió el quinto menor yardaje total, además de menos de 100 yardas terrestres por partido, y la menor cantidad de yardas por serie ofensiva en la NFL. La línea defensiva fue comandada por Adewale Ogunleye —quien contabilizó 6,5 sacks (tacleadas al mariscal)— y el jugador de Pro Bowl Tommie Harris, mismo que acumuló 5 sacks, además del novato Mark Anderson, el líder del equipo en este rubro con 12 sacks. Detrás de ellos, dos de los tres apoyadores titulares, Lance Briggs y Brian Urlacher, fueron seleccionados para el Pro Bowl de 2007. En la secundaria, los esquineros Ricky Manning Jr. y Charles Tillman tuvieron cada uno 5 intercepciones.
La pérdida de Harris debido a una lesión en el duodécimo partido de la temporada coincidió con un declive en el desempeño de la defensa. Antes de su lesión, los Bears solamente en dos partidos habían recibido 20 puntos o más en contra (23 puntos contra los Arizona Cardinals en la semana seis y 31 contra los Miami Dolphins en la semana nueve). Después de su lesión, los rivales de Chicago anotaron más de 20 puntos en seis de los siete juegos restantes, incluyendo dos de tres partidos de playoffs. Únicamente los New Orleans Saints en el Juego de Campeonato de la NFC anotaron menos de 20 puntos.
Los equipos especiales de los Bears fueron considerados por muchos como los mejores de la liga. Esta unidad aportó 3 jugadores al Pro Bowl: Brendon Ayanbadejo, el pateador Robbie Gould —el líder de todos los pateadores con 143 puntos— y el regresador de patadas novato Devin Hester, quien ganó 600 yardas en regresos de patadas de despeje (punts), con un promedio de 12,8 yardas por regreso, el octavo promedio más alto en la NFL. También estableció un récord de la liga con 6 touchdowns en equipos especiales en una sola temporada.

#### Indianapolis Colts
La que sería la primera aparición de los Colts en un Super Bowl en 36 años fue la culminación de un proceso de construcción que venía desarrollándose desde 9 años atrás. En 1998 seleccionaron en el draft al mariscal de campo Peyton Manning para que tomara las riendas del equipo. Durante las siguientes cuatro temporadas, Manning —junto con otros jugadores sobresalientes como el receptor abierto Marvin Harrison y el corredor Edgerrin James— convirtió a los Colts en uno de los mejores equipos ofensivos de la NFL, pero el conjunto tuvo problemas para encontrar consistencia en la defensa y siempre terminaban o con una temporada perdedora o con la eliminación de los playoffs en la primera ronda. En 2002, Indianápolis despidió al entrenador en jefe Jim Mora y lo reemplazó con Tony Dungy. Dungy había desarrollado una de las mejores defensas en la NFL cuando estuvo en los Tampa Bay Buccaneers, y se esperaba que pudiera resolver los problemas defensivos de los Colts.
Durante las siguientes cuatro temporadas, los Colts ganaron 48 de 64 partidos, pero aún no podían tener éxito en la postemporada. En 2002 fueron derrotados 41-0 en la ronda de comodines por los New York Jets. Al año siguiente ganaron sus dos primeros partidos de playoffs con impresionantes actuaciones ofensivas, y alcanzaron el Juego de Campeonato de la AFC. Ahí perdieron contra los eventuales campeones New England Patriots 24-14, con Manning lanzando cuatro intercepciones. En 2004 los Colts tuvieron una de las temporadas ofensivas más espectaculares en la historia de la NFL, al anotar 522 puntos y ganar 6582 yardas, mientras que Manning estableció récords de la NFL por más pases de touchdown y mayor índice de audiencia de pasador en una temporada. Pero de nuevo la defensa de los Patriots los superó, ya que perdieron 20-3 en la ronda divisional de los playoffs.
En 2005 la defensa de los Colts mejoró, convirtiendo al equipo en un claro favorito en la NFL. Ganaron los primeros 13 partidos de la temporada y terminaron con un registro de 14-2, mientras que se posicionaron segundos en la NFL tanto en puntos anotados como en menor cantidad de puntos permitidos. Sin embargo, una vez más perdieron en la ronda divisional de playoffs, esta vez contra los Pittsburgh Steelers, 21-18. Después de otra decepcionante derrota, Manning se había ganado una reputación de ser incapaz de alcanzar un campeonato, la cual lo venía siguiendo desde sus días en la universidad después de que no pudo ganar un solo título de la NCAA con los Tennessee Volunteers (quienes ganaron un título el año después de que Manning se graduó). Los Colts perdieron a algunos jugadores clave después de la temporada de 2005, incluyendo a Edgerrin James, quien salió de los Colts para unirse a los Arizona Cardinals, y al pateador Mike Vanderjagt, el líder de la NFL de todos los tiempos en porcentaje de goles de campo acertados, quien se marchó a los Dallas Cowboys.
A pesar de todo, los Colts siguieron siendo uno de los mejores equipos de la AFC en la temporada de 2006 de la NFL. Manning fue invitado al Pro Bowl por séptima vez en su carrera, completando 362 de 557 pases para 4397 yardas y un total de 31 touchdowns, la mayor cantidad de la liga en esa temporada, con 4 touchdowns adicionales por tierra y solo 9 intercepciones y 14 sacks. Su blanco favorito fue Harrison, quien atrapó 95 pases para 1366 yardas y 12 touchdowns. El receptor Reggie Wayne también fue una fuerte amenaza con 86 recepciones para 1310 yardas y 9 touchdowns. Los alas cerradas Ben Utecht y Dallas Clark igualmente fueron blancos fiables, cada uno registrando más de 30 recepciones y superando las 300 yardas. Por tierra, el corredor novato Joseph Addai fue el líder del equipo con 1081 yardas y un promedio de 4,8 yardas por acarreo. También atrapó 40 pases para 325 yardas, contando con 7 touchdowns por tierra y 1 por aire. El corredor Dominic Rhodes fue otro colaborador importante, corriendo para 641 yardas y atrapando 36 pases para 251 yardas. La línea ofensiva fue comandada por los jugadores de Pro Bowl Jeff Saturday y Tarik Glenn. En los equipos especiales, los Colts contrataron al pateador Adam Vinatieri para que tomara el lugar de Vanderjagt. Aunque el porcentaje de efectividad de Vinatieri era menor, los Colts consideraron que fue una ganancia debido a la reputación del jugador de convertir patadas "trascendentales", reputación respaldada por sus gol de campo goles de campo que le valieron la victoria en los Super Bowls XXXVI y XXXVIII con los Patriots.
La defensa de Indianápolis terminó segunda en la NFL en menos yardas por aire permitidas. Dwight Freeney y Robert Mathis (quienes registraron 9,5 sacks y forzaron 4 fumbles) fueron ampliamente considerados como unos de los mejores linieros defensivos exteriores por aire y por tierra de la NFL. Detrás de ellos, el apoyador Cato June comandó al equipo en tacleadas (92) e intercepciones (3). La defensa terrestre de los Colts, no obstante, fue una gran deficiencia del equipo, permitiendo 2768 yardas por tierra y un promedio de 173 por partido, siendo la última defensa de la NFL en estos rubros. Otra cuestión de importancia para los Colts fueron los equipos especiales defensivos, pues terminaron en la posición 30 de 32 en yardaje promedio permitido en patadas de salida (kickoffs) y en la posición 31 en yardaje promedio permitido en patadas de despeje (punts).
Indianápolis comenzó la temporada ganando sus primeros 9 partidos, pero perdió cuatro de los siguientes siete y finalizó con un registro de 12-4, obteniendo de esta forma la posición número 3 de 6 para los playoffs de la AFC. Por lo tanto, perdieron la posibilidad de descansar la primera semana y tendrían que ganar tres partidos para llegar al Super Bowl.

#### Comparación estadística
La siguiente tabla establece una comparación de las estadísticas obtenidas durante la temporada regular por ambos equipos en las principales categorías (la posición ocupada entre los 32 equipos de la liga aparece entre paréntesis, y una «e» indica que hay empate en la posición).
| Puntos anotados por partido                                                    | 26,7 (2°, e) | 26,7 (2°, e) |
| Puntos permitidos por partido                                                  | 22,5 (23°)   | 15,9 (3°)    |
| Yardas terrestres obtenidas por partido                                        | 110,1 (18°)  | 119,9 (15°)  |
| Yardas terrestres permitidas por partido                                       | 173,0 (32°)  | 99,4 (6°)    |
| Yardas por aire obtenidas por partido                                          | 269,2 (2°)   | 205,1 (14°)  |
| Yardas por aire permitidas por partido                                         | 159,2 (2°)   | 194,8 (11°)  |
| Yardas obtenidas por jugada                                                    | 6,0 (2°)     | 5,0 (21°)    |
| Yardas permitidas por jugada                                                   | 5,5 (29°)    | 4,6 (2°)     |
| Tiempo de posesión por partido                                                 | 29:32 (23°)  | 30:56 (11°)  |
| Porcentaje de conversión de terceras oportunidades                             | 56 (1°)      | 37 (22°)     |
| Porcentaje de conversión de terceras oportunidades en contra                   | 47 (32°)     | 31 (2°)      |
| Porcentaje de conversión de cuartas oportunidades                              | 0 (32°)      | 69 (4°, e)   |
| Porcentaje de conversión de cuartas oportunidades en contra                    | 79 (30°, e)  | 62 (27°)     |
| Balance de entregas de balón                                                   | +7 (7°)      | +8 (4°)      |
| Fuente: NFL.com Stats Archivado el 2 de septiembre de 2017 en Wayback Machine. |              |              |

### Postemporada
Aunque la defensa terrestre de los Colts se vio extremadamente débil durante la temporada regular, terminó siendo un factor clave en su camino al Super Bowl. En la primera ronda, Indianápolis derrotó a los Kansas City Chiefs 23-8, limitando al corredor de los Chiefs Larry Johnson —quien corrió para 1789 yardas durante la temporada— a solo 32 yardas en 13 acarreos. Después, derrotaron a los Baltimore Ravens 15-6, con Vinatieri empatando un récord en playoffs de 5 goles de campo anotados en un mismo partido y deteniendo al corredor Jamal Lewis —ganador de 1132 yardas por tierra durante la temporada—, mismo que solo pudo sumar 53 yardas en aquel partido.
Posteriormente los Colts se enfrentaron a sus archirrivales, los New England Patriots, en el Juego de Campeonato de la AFC. New England se adelantó rápidamente en el marcador, tomando una ventaja de 21-6, pero Indianápolis se recuperó en la segunda mitad del partido, en la que sumaron 32 puntos contra solo 13 de los Patriots. La serie ofensiva final de los Colts ayudó mucho a hacer perder a Manning su imagen negativa en los juegos grandes. Con 2:22 por jugar en el partido, los Colts tenían el balón en su propia yarda 20 perdiendo 34-31. En las primeras cuatro jugadas de la serie, Manning completó tres pases, moviendo el ovoide 69 yardas hasta la yarda 11 de los Patriots en solo 24 segundos. Tres jugadas después, Addai anotó un touchdown con una carrera de 3 yardas para poner a su equipo adelante, 38-34, con solo 60 segundos por jugar en tiempo regular. Los Patriots respondieron con una serie ofensiva que llegó hasta la yarda 45 de los Colts, pero el back defensivo Marlin Jackson terminó la serie con una intercepción para darle la victoria a Indianápolis. Este resultó ser el mayor regreso en un Juego de Campeonato de la AFC o NFC en la historia.
Mientras tanto, después de haber descansado en la ronda de comodines, los Bears comenzaron su postemporada con una victoria 27-24 sobre los Seattle Seahawks con un gol de campo de 49 yardas de Robbie Gould en tiempo extra. Una semana después, derrotaron a los New Orleans Saints 39-14 en el Juego de Campeonato de la NFC. Chicago dominó la mayor parte del juego, consiguiendo una ventaja tempranera de 16-0. Dos pases de touchdown del mariscal de campo de los Saints Drew Brees cortaron la ventaja a 16-14, pero más adelante los Bears anotaron 23 puntos sin respuesta para llegar a su primer Super Bowl desde 1985. Thomas Jones terminó el partido con un récord de la franquicia en postemporada de 123 yardas por tierra y dos touchdowns.
Esta fue la primera ocasión desde la postemporada de 1996 en que los dos equipos locales ganaron los Campeonatos de Conferencia.

### Prácticas y notas previas
- Los Indianapolis Colts realizaron sus prácticas previas al Super Bowl XLI en la Miami Dolphins Training Facility ("Instalación de entrenamiento de los Miami Dolphins") en el campus de la Nova Southeastern University en Davie, Florida.[52] El hotel donde se hospedaron los jugadores de los Colts y sus familiares fue el Marriott Harbor Beach.[52] Los Chicago Bears, por su parte, sostuvieron sus entrenamientos previos al partido en la Miami Hurricanes Football Facility ("Instalación de fútbol americano de los Miami Hurricanes"), en el campus de la Universidad de Miami en Coral Gables, Florida.[52] Los Bears se hospedaron en el Hilton Miami Airport.[52]

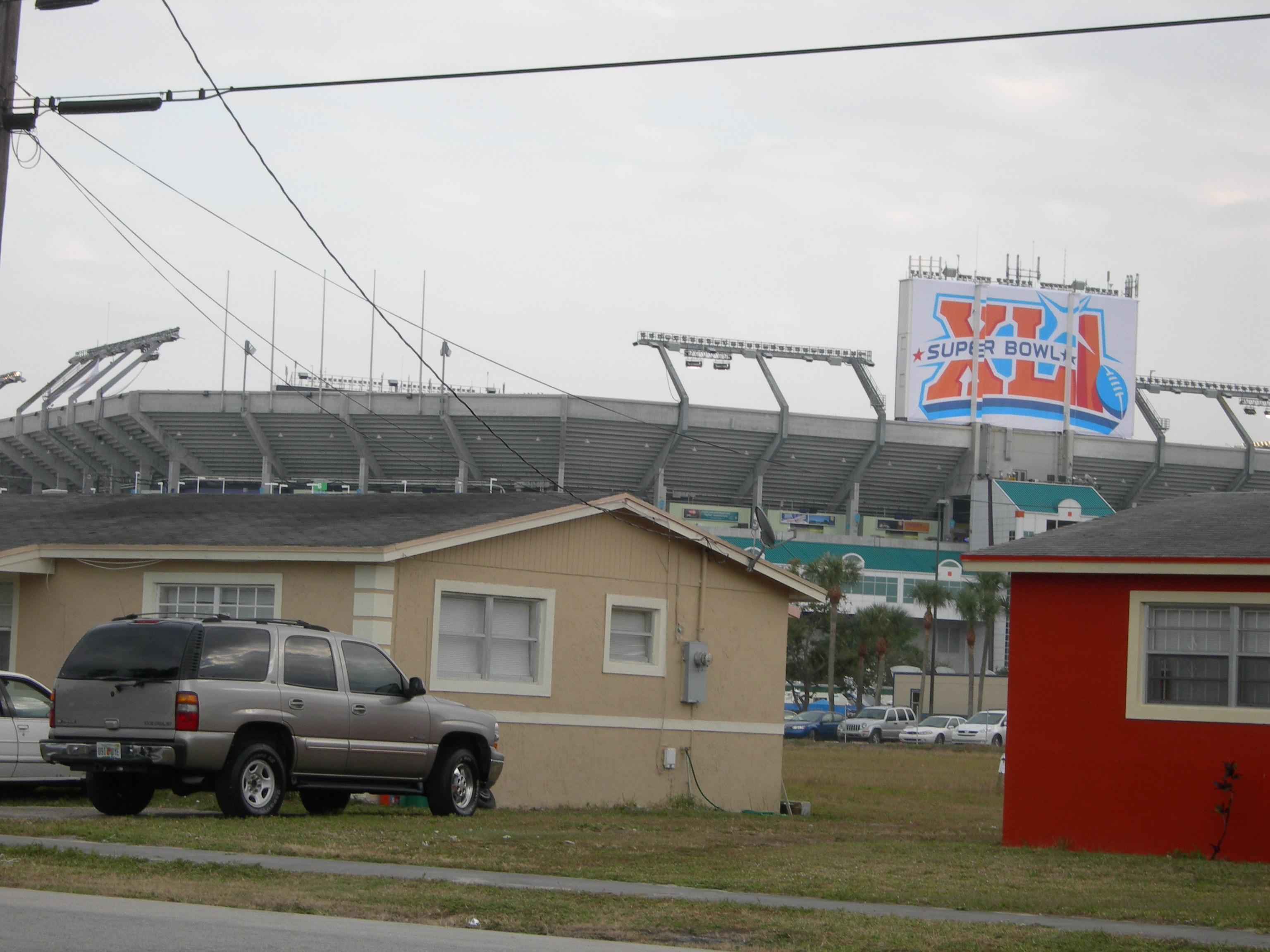
El Dolphin Stadium poco antes del Super Bowl XLI.

- El Media Center, la sede de los medios de comunicación, se localizó en el Centro de Convenciones de Miami Beach.[52]

- El tackle defensivo de Chicago Tank Johnson tuvo que solicitar una orden judicial para salir del estado de Illinois debido a un arresto por posesión sin licencia de seis armas de fuego y dos rifles de asalto. El 23 de enero de 2007, el juez le concedió el permiso para salir del estado y poder jugar en el Super Bowl.[53]

- Chicago e Indianápolis son las dos ciudades más cercanas, geográficamente hablando, en haberse enfrentado en un Super Bowl (a 293 km, un poco más cerca que Nueva York y Baltimore, cuyos equipos se enfrentaron en los Super Bowls III y XXXV). El partido también fue llamado por muchos residentes de Indiana e Illinois el Super Bowl I-65, ya que las ciudades están conectadas por tal Autopista Interestatal.[54]

- Los Bears fueron designados oficialmente como el equipo local del Super Bowl XLI, ya que según el sistema de rotación establecido, en los Super Bowls celebrados en años que terminan en número impar el equipo local es el representante de la NFC, mientras que en los que se celebran en años que terminan en número par los locales son los representantes de la AFC.[55] Siendo el año 2007, le correspondió a Chicago fungir como equipo local, por lo que en el partido usaron su uniforme con jersey azul y pantalón blanco, mientras que Indianápolis usó su uniforme de visitante, que es con jersey y pantalón blancos.[55]

- Dada la gran envergadura del evento, se implementaron numerosas medidas de seguridad. Se restringió un espacio aéreo de 16 km de diámetro alrededor del estadio para todos los vuelos, además de una altitud de 5000 m.[56] Dentro de esta área se encontraba el Aeropuerto Internacional de Miami.[56] Dentro de otra zona de 48 km se le exigió a los pilotos mantenerse regularmente en contacto con los controladores aéreos.[56] También se instaló un operativo policiaco para prevenir incidentes durante el evento, en el que colaboraron policías tanto estatales como locales.

- Para el partido se colocó un nuevo césped que fue traído desde el estado de Georgia.[57] Todo el césped tenía un costo de medio millón de dólares y tardó 18 meses en cultivarse.[57] El mismo tipo ya había sido utilizado para el Super Bowl XXXIX, celebrado en  Jacksonville.[57]

## Resumen del partido

### Primera mitad
Los Bears ganaron el lanzamiento de la moneda y eligieron recibir el balón, mientras que los Colts eligieron defender el lado este del campo. Por primera vez en la historia del Super Bowl, el partido se jugó bajo la lluvia, la cual fue constante a lo largo del encuentro. Ésta tuvo un enorme impacto en el mismo, provocando fumbles, resbalones y pases soltados. Sin embargo, la lluvia no afectó al regresador de patadas de los Bears Devin Hester, quien devolvió la patada inicial del partido 92 yardas para un touchdown dándole de esta forma a Chicago la ventaja más rápida en la historia del Super Bowl. También fue el primer touchdown en una patada inicial, y el octavo regreso de patada para touchdown en un Super Bowl; solo dos de los ocho equipos que lo han logrado terminaron ganando el partido: los Green Bay Packers en el Super Bowl XXXI y los Baltimore Ravens en el Super Bowl XXXV. Los Colts evitaron patearle a Hester por el resto del partido, permitiéndole regresar solo un punt más, y pateando relativamente en corto cuando Hester se encontraba en posición para regresar las patadas.
En la primera serie ofensiva del partido para Indianápolis, el back defensivo Chris Harris interceptó un pase profundo de Peyton Manning en tercera oportunidad y lo regresó 6 yardas hasta la yarda 35 de los Bears. Sin embargo, Chicago no pudo obtener una primera oportunidad en aquella posesión y fueron forzados a despejar. Después de varios acarreos y pases cortos, Manning superó a la defensa de los Bears con un pase de touchdown de 53 yardas a Reggie Wayne, cortando la ventaja de los Bears a 7-6, aunque fallaron el intento de punto extra después de que el hombre que debía sostener el balón, Hunter Smith, lo soltara. En la siguiente patada de salida, el ala cerrada de Chicago Gabe Reid soltó la patada de Adam Vinatieri al ser tacleado por Robert Mathis; el guardia de los Colts Dylan Gandy recuperó la bola suelta. No obstante, en la siguiente jugada, Indianápolis volvió a entregar el ovoide cuando el corredor Joseph Addai soltó el balón y el ala defensivo de los Bears Mark Anderson lo recuperó.
En la primera jugada después de la entrega de balón, una carrera de 52 yardas de Thomas Jones movió el balón hasta la yarda 5 de los Colts. Tres jugadas después, Rex Grossman lanzó un pase para touchdown al receptor Muhsin Muhammad, poniendo el marcador 14-6 a favor de los Bears. Después de forzar a Indianápolis a despejar, Chicago volvió a perder el balón cuando el fumble de Cedric Benson fue recuperado por el ala defensiva de los Colts Dwight Freeney en la yarda 43 de los Bears. Indianápolis subsecuentemente avanzó hasta la yarda 36, pero decidió despejar en lugar de arriesgarse con un intento de gol de campo de 53 yardas.
Después de un despeje de Chicago, Indianápolis avanzó 47 yardas y Vinatieri anotó un gol de campo de 29 yardas para poner el marcador 14-9. Chicago fue forzado a despejar otra vez en la serie siguiente, y el regresador Terrence Wilkins devolvió la patada 12 yardas hasta su propia yarda 42. Manning comenzó la nueva serie con un pase de 22 yardas a Marvin Harrison. Su siguiente pase fue hacia el ala cerrada Dallas Clark para 17 yardas. Dos pases completos más movieron al ovoide hasta la yarda 11 de los Bears, y después Dominic Rhodes llevó el balón hasta la zona de anotación con tres acarreos consecutivos, el último de 1 yarda, para poner a su equipo adelante por primera vez en el partido, 16-14, con 6:09 por jugar en el segundo cuarto.
Después de otro despeje por parte de Chicago, los Colts avanzaron hasta la yarda 36 de los Bears antes de que el back defensivo de Chicago Charles Tillman terminara la serie forzando y recuperando un balón suelto del ala cerrada Bryan Fletcher. Pero en la siguiente jugada, Grossman soltó el balón, y el back defensivo de los Colts Raheem Brock lo recuperó. A continuación Manning condujo a Indianápolis hasta la yarda 17 de Chicago. A dos segundos de terminar la primera mitad, Vinatieri intentó un gol de campo de 36 yardas, pero su patada se desvió hacia la izquierda, y el marcador permaneció 16-14 a favor de los Colts al llegar al medio tiempo.

### Segunda mitad
Indianápolis recibió primero el balón en la segunda mitad. Wilkins regresó 26 yardas la patada inicial hasta la yarda 38 de los Colts. En aquella posesión, Addai corrió cinco veces para 25 yardas y atrapó cuatro pases para 19 yardas al avanzar los Colts 56 yardas en 13 jugadas, logrando concretar un gol de campo de Vinatieri de 29 yardas e incrementando su ventaja a 19-14. En la siguiente serie de los Bears, Jones comenzó con un acarreo de 14 yardas, y después Muhammad atrapó un pase de 9 yardas, poniendo a Chicago en segunda oportunidad y una yarda por avanzar en la yarda 45 de los Colts. Pero en la siguiente jugada, Grossman fue derribado por Anthony McFarland para una pérdida de 11 yardas. Después, en tercera oportunidad, soltó el balón. Grossman recuperó él mismo el balón suelto, pero los Bears fueron forzados a despejar, y Wilkins regresó la patada 12 yardas hasta la yarda 36 de los Colts. Rhodes después ganó 52 yardas en cuatro acarreos, con un castigo en contra de Chicago por sujetar la máscara del corredor añadiendo otras 10 yardas a su ganancia. Chicago logró detener la serie en su propia yarda 2, pero Vinatieri convirtió su tercer gol de campo para poner el marcador 22-14.
El ala cerrada de Chicago John Gilmore recibió la patada de Vinatieri y la devolvió 9 yardas hasta su propia yarda 45, con un castigo por rudeza innecesaria sobre Mathis añadiendo otras 15 y dándole a los Bears una primera oportunidad desde la yarda 40 de los Colts. Chicago solo pudo ganar 14 yardas en aquella ofensiva, pero fue suficiente para que Robbie Gould convirtiera un gol de campo de 44 yardas, recortando la distancia a 22-17. Después de una serie de 7 jugadas de Indianápolis que terminó en despeje, Chicago comenzó la nueva serie ofensiva desde su propia yarda 20 con 13:38 por jugar en el partido. Pero cuatro jugadas después, el back defensivo de los Colts Kelvin Hayden interceptó un pase que iba dirigido a Muhammad y lo regresó 56 yardas para un touchdown, aumentando la ventaja de su equipo a 29-17.
En adelante, los Colts se apoderaron del partido. Cuatro jugadas después de la patada de salida correspondiente, el back defensivo de Indianápolis Bob Sanders interceptó un pase de Grossman y lo regresó 38 yardas hasta la yarda 41 de los Bears. La defensa de Chicago en algún momento los forzó a despejar, pero la patada de 32 yardas de Smith encerró a los Bears en su propia yarda 8. Chicago pudo avanzar hasta su yarda 47, pero en un intento de conversión en cuarta oportunidad, el ala cerrada Desmond Clark soltó una potencial recepción de primera oportunidad después de haber sido golpeado por el back defensivo Matt Giordano. Los Colts subsecuentemente enviaron ocho acarreos consecutivos de Dominic Rhodes antes de entregar la pelota, dejando solo 1:42 en el reloj. Seis jugadas después, el juego terminó.

### Recuento de anotaciones
- 1° cuarto
  - CHI - Regreso de patada de salida de 92 yardas de Devin Hester (punto extra de Gould), 14:46. Bears 7-0.
  - IND - Pase de 53 yardas de Peyton Manning a Reggie Wayne (punto extra de Vinatieri fallado), 7:50. Bears 7-6. Serie: 9 jugadas, 80 yds, 4:30.
  - CHI - Pase de 4 yardas de Rex Grossman a Muhsin Muhammad (punto extra de Gould), 5:34. Bears 14-6. Serie: 4 jugadas, 57 yds, 2:00.
- 2° cuarto
  - IND - Gol de campo de 29 yardas de Adam Vinatieri, 11:17. Bears 14-9. Serie: 8 jugadas, 47 yds, 3:52.
  - IND - Acarreo de 1 yarda de Dominic Rhodes para touchdown (punto extra de Vinatieri), 6:09. Colts 16-14. Serie: 7 jugadas, 58 yds, 3:08.
- 3° cuarto
  - IND - Gol de campo de 24 yardas de Adam Vinatieri, 6:26. Colts 19-14. Serie: 13 jugadas, 56 yds, 7:34.
  - IND - Gol de campo de 20 yardas de Adam Vinatieri, 4:16. Colts 22-14. Serie: 6 jugadas, 62 yds, 2:07.
  - CHI - Gol de campo de 44 yardas de Robbie Gould, 1:14. Colts 22-17. Serie: 6 jugadas, 14 yds, 2:02.
- 4° cuarto
  - IND - Regreso de intercepción de 56 yardas de Kelvin Hayden para touchdown (punto extra de Vinatieri), 11:44. Colts 29-17.

## Estadísticas finales

### Datos generales y récords

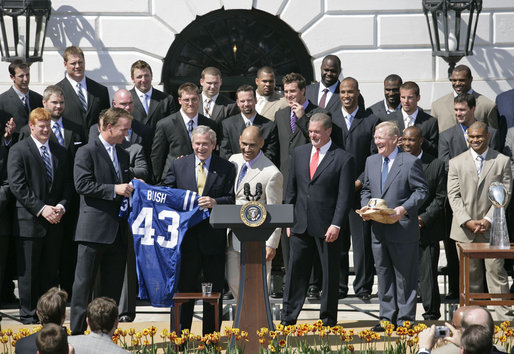
El presidente de los Estados Unidos George W. Bush felicita a los Colts por su victoria en el Super Bowl XLI.

Rhodes corrió para 113 yardas y un touchdown, además de atrapar un pase para 8 yardas. Addai corrió para 77 yardas y atrapó diez pases para 66 yardas, rompiendo así los récords de más recepciones para un novato y para un corredor en el Super Bowl. Wilkins regresó cuatro patadas de salida (kickoffs) para 89 yardas y 3 patadas de despeje (punts) para 42 yardas. Jones fue el mejor corredor de los Bears con 112 yardas, además de cuatro recepciones para 18 yardas. Desmond Clark, por su parte, fue el mejor receptor de Chicago con seis recepciones para una ganancia de 64 yardas. Grossman completó 20 de 28 pases para 165 yardas y un touchdown, con dos intercepciones, dejándolo con un índice de audiencia de 68,3 en el partido.
Este fue el tercer Super Bowl donde dos jugadores corrieron para más de 100 yardas ya que Dominic Rhodes consiguió 114 para los Colts y Thomas Jones ganó 112 para los Bears. Adam Vinatieri fue el hombre que más marcas rompió. Se convirtió en el primer pateador en jugar cinco Super Bowls y el primero en ganar cuatro. Sus tres goles de campo y dos puntos extra en el partido le dieron un total de 49 puntos anotados durante toda la postemporada de 2006, un récord de la NFL. Además, llegó a un total de 34 puntos anotados en todos sus Super Bowls, otro récord. Rompió también los récords de más goles de campo intentados (10) y convertidos (7) en Super Bowls. Muhsin Muhammad se convirtió en el tercer jugador en anotar al menos un touchdown en un Super Bowl para dos equipos diferentes, uniéndose a Ricky Proehl y Jerry Rice. Tony Dungy es el tercer hombre en ganar el Super Bowl como entrenador en jefe y como jugador, después de Tom Flores y Mike Ditka. Además, Peyton Manning se convirtió en el sexto mariscal de campo seleccionado en la primera posición global de un draft en llegar al Super Bowl.
La franquicia de los Colts, por su parte, se convirtió en la 11° en ganar al menos dos títulos de Super Bowl, tomando en cuenta tanto este título como el obtenido por los Baltimore Colts años atrás. Los Colts fueron el primer equipo que juega de local un estadio techado en ganar el Super Bowl en un estadio al aire libre (los Saint Louis Rams fueron el primer equipo de domo en ganar un Super Bowl —el XXXIV—, aunque en esa ocasión lo hicieron también en un estadio techado). Los Indianapolis Colts de 2006 se convirtieron en el primer campeón divisional en ganar el Super Bowl después de cuatro victorias en postemporada y el segundo campeón divisional (después de los Carolina Panthers de 2003) en ganar un título de conferencia después de tres victorias en postemporada. Además, fueron el quinto equipo que ganó el Super Bowl después de haber tenido que disputar la ronda de comodines de la postemporada.
Durante el primer cuarto del partido fue establecido otro récord, pues hubo la mayor cantidad de fumbles en un cuarto de un Super Bowl, siendo 4 los balones sueltos. En ese mismo cuarto, Chicago empató el récord por más puntos conseguidos en el primer cuarto por un equipo, con 14.

### Estadísticas de equipo
| Puntos                               | 29    | 17    |
| Primeras oportunidades               | 24    | 11    |
| Eficiencia en terceras oportunidades | 8—18  | 3—10  |
| Eficiencia en cuartas oportunidades  | 0—1   | 0—1   |
| Yardas totales                       | 430   | 265   |
| Yardas por aire                      | 239   | 154   |
| Pases completos—intentados           | 25—38 | 20—28 |
| Yardas promedio por pase             | 6,3   | 5,5   |
| Yardas por tierra                    | 191   | 111   |
| Acarreos                             | 42    | 19    |
| Yardas promedio por acarreo          | 4,5   | 5,8   |
| Castigos—yardas                      | 6—40  | 4—35  |
| Sacks en contra                      | 1     | 1     |
| Pérdidas de balón                    | 3     | 5     |
| Balones sueltos—perdidos             | 2—2   | 4—3   |
| Intercepciones lanzadas              | 1     | 2     |
| Tiempo de posesión                   | 38:04 | 21:56 |
| Fuente: NFL.com Scores               |       |       |

### Líderes individuales
| Pasadores Colts  | Pasadores Colts | Pasadores Colts | Pasadores Colts | Pasadores Colts |
|                  | C/I*            | Yds             | TD              | INT             |
| ---------------- | --------------- | --------------- | --------------- | --------------- |
| Peyton Manning   | 25/38           | 247             | 1               | 1               |
| Corredores Colts |                 |                 |                 |                 |
|                  | Aa              | Yds             | TD              | LGb             |
| Dominic Rhodes   | 21              | 113             | 1               | 36              |
| Joseph Addai     | 19              | 77              | 0               | 14              |
| Receptores Colts |                 |                 |                 |                 |
|                  | Recc            | Yds             | TD              | LGb             |
| Joseph Addai     | 10              | 66              | 0               | 12              |
| Reggie Wayne     | 2               | 61              | 1               | 53              |
| Marvin Harrison  | 5               | 59              | 0               | 22              |
| Dallas Clark     | 4               | 36              | 0               | 17              |

| Pasadores Bears  | Pasadores Bears | Pasadores Bears | Pasadores Bears | Pasadores Bears |
|                  | C/I*            | Yds             | TD              | INT             |
| ---------------- | --------------- | --------------- | --------------- | --------------- |
| Rex Grossman     | 20/28           | 165             | 1               | 2               |
| Corredores Bears |                 |                 |                 |                 |
|                  | Aa              | Yds             | TD              | LGb             |
| Thomas Jones     | 15              | 112             | 0               | 52              |
| Receptores Bears |                 |                 |                 |                 |
|                  | Recc            | Yds             | TD              | LGb             |
| Desmond Clark    | 6               | 64              | 0               | 18              |
| Bernard Berrian  | 4               | 38              | 0               | 14              |
| Muhsin Muhammad  | 3               | 35              | 1               | 22              |
| Thomas Jones     | 4               | 18              | 0               | 14              |

*Completos/Intentados
aAcarreos
bJugada más larga
cRecepciones

Fuente: NFL.com Scores

## Alineaciones iniciales
| Indianápolis      | Posición | Chicago            |
| ----------------- | -------- | ------------------ |
| Ofensiva          |          |                    |
| Reggie Wayne      | WR       | Muhsin Muhammad    |
| Tarik Glenn       | LT       | John Tait          |
| Ryan Lilja        | LG       | Ruben Brown        |
| Jeff Saturday     | C        | Olin Kreutz        |
| Jake Scott        | RG       | Roberto Garza      |
| Ryan Diem         | RT       | Fred Miller        |
| Dallas Clark      | TE       | Desmond Clark      |
| Marvin Harrison   | WR       | Bernard Berrian    |
| Peyton Manning    | QB       | Rex Grossman       |
| Joseph Addai      | RB       | Thomas Jones       |
| Ben Utecht        | TE/FB    | Jason McKie        |
| Defensiva         |          |                    |
| Robert Mathis     | LE       | Adewale Ogunleye   |
| Anthony McFarland | LDT      | Tank Johnson       |
| Raheem Brock      | RDT      | Ian Scott          |
| Dwight Freeney    | RE       | Alex Brown         |
| Rob Morris        | LOLB     | Hunter Hillenmeyer |
| Gary Brackett     | MLB      | Brian Urlacher     |
| Cato June         | ROLB     | Lance Briggs       |
| Nick Harper       | LCB      | Charles Tillman    |
| Jason David       | RCB      | Nathan Vasher      |
| Antoine Bethea    | SS       | Chris Harris       |
| Bob Sanders       | FS       | Danieal Manning    |

### Oficiales
- Árbitro: Tony Corrente
- Umpire: Carl Paganelli
- Juez de línea principal: George Hayward
- Juez de línea: Ron Marinucci
- Juez de campo: Jim Saracino
- Juez lateral: John Parry
- Juez trasero: Perry Paganelli
- Árbitro alternativo: Jeff Triplette
- Umpire alternativo: Butch Hannah
- Juez de línea alternativo: Carl Johnson
- Juez de campo alternativo: Buddy Horton
- Juez trasero alternativo: Richard Reels

## Ceremonias y entretenimiento

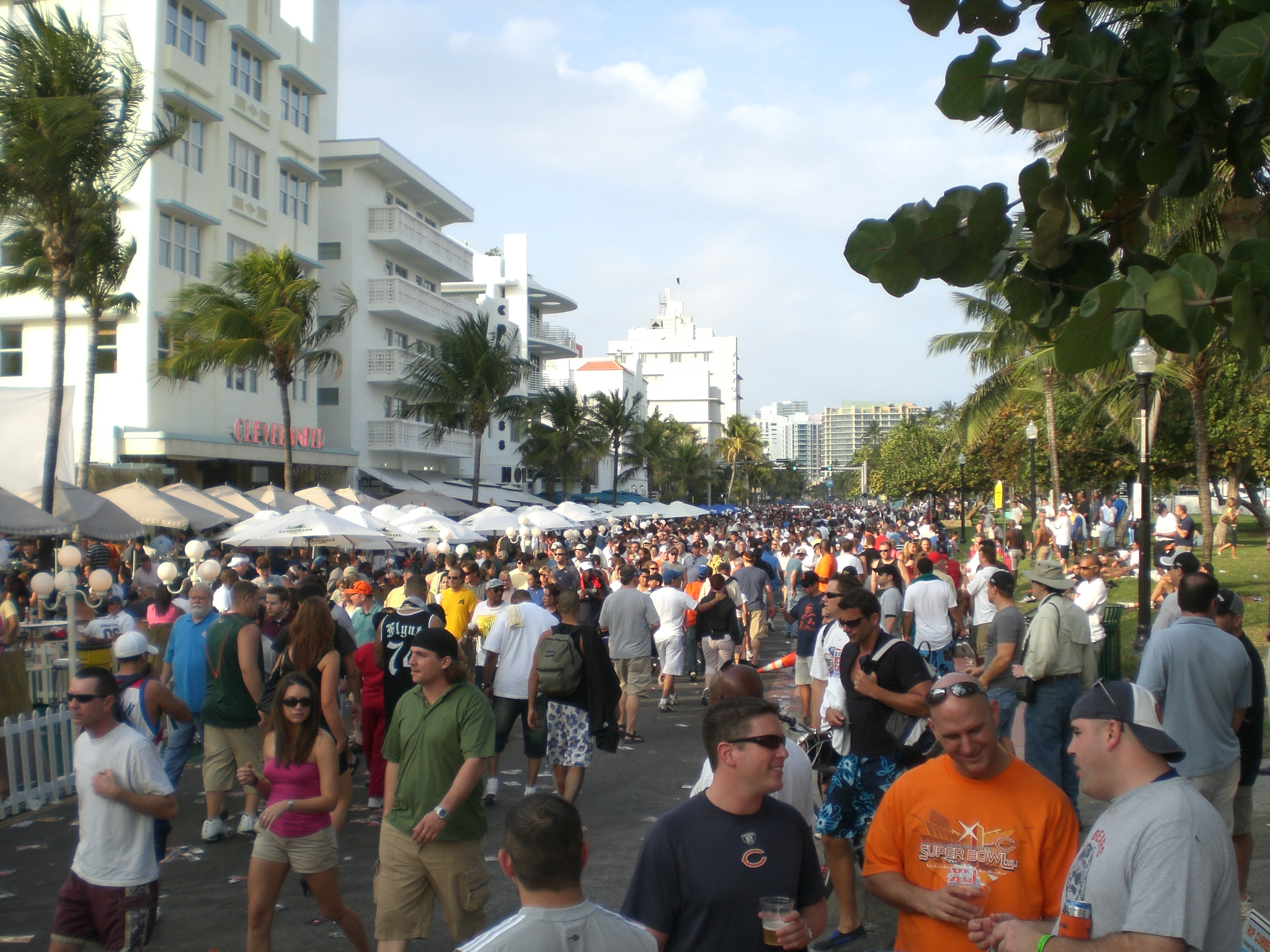
Ocean Drive el fin de semana del Super Bowl XLI.

El Comité Organizador del Super Bowl XLI del sur de la Florida se encargó de la realización de una gran variedad de eventos relativos al partido, incluyendo presentaciones musicales, competencias, sorteos para ganar boletos para el partido, firmas de autógrafos y espectáculos, entre otros. Se realizaron actividades desde noviembre de 2006 hasta el día del partido. Gran parte de las actividades eran gratuitas, mientras que para asistir a otras se debía comprar una entrada, y otras más solo eran accesibles a través de una invitación. Según el Comité Organizador, los eventos "tenía algo que ofrecer para cada quien, desde el gran fanático de los deportes hasta el nativo del sur de la Florida".
El Cirque du Soleil se presentó en el espectáculo previo al juego, el cual fue ideado por el artista local Romero Britto y cuya música fue compuesta por el músico Louie Vega. Este espectáculo involucró a 60 artistas profesionales más otros participantes en una enérgica mezcla de música y baile con artes circenses, todo relacionado con el tema del fútbol americano. Billy Joel cantó el himno nacional de los Estados Unidos mientras tocaba el piano. El cantante ya se había presentado en el Super Bowl XXIII; esto significa que fue la primera persona en cantar el himno nacional en dos Super Bowls diferentes. Marlee Matlin y Jason Hay-Southwell interpretaron el himno en lenguaje de señas.
Además de participar en la transmisión previa al juego de la CBS, Dan Marino también realizó el sorteo inicial junto con Norma Hunt, la viuda de Lamar Hunt, el antiguo dueño de los Kansas City Chiefs y quien le diera al Super Bowl su nombre.
El antiguo entrenador de los Colts y Dolphins Don Shula entregó el Trofeo Vince Lombardi a los Colts después del partido, y Peyton Manning fue nombrado el jugador más valioso.

### Espectáculo de medio tiempo
El cantante y músico estadounidense Prince se presentó en el espectáculo de medio tiempo del Super Bowl XLI. La actuación de Prince consistió en una corta interpretación de "We Will Rock You" de Queen, además de sus característicos sencillos "Let's Go Crazy" y "Baby, I'm a star", versiones cover del éxito de Creedence Clearwater Revival "Proud Mary", la composición de Bob Dylan "All Along the Watchtower" y la canción de Foo Fighters "Best of You", terminando su actuación con otra canción propia, "Purple Rain". El espectáculo de 12 minutos de duración presentó a Prince acompañado de dos bailarines a los que llama "los Gemelos" y la banda de la Florida A&M University, la Marching 100. Prince ensayó con la banda durante una semana antes del espectáculo. Este evento se realizó sobre un gran escenario central con la forma del logotipo del artista, el cual fue delineado con luces de neón moradas. Se presentó frente a los 74.512 fanáticos que asistieron al Dolphin Stadium —a los que se les dieron linternas para apuntar hacia el escenario durante la canción "Purple Rain", al mismo tiempo que todas las demás luces del estadio se apagaban—. El evento fue presenciado por la mayor audiencia en la carrera de Prince —tomando en cuenta a los televidentes—. En general, el espectáculo fue enérgico y bien recibido por el público alrededor del escenario. Los críticos de música fueron extremadamente entusiastas en cuanto a su actuación, unos llamándola "probablemente el mejor espectáculo de medio tiempo en la historia del Super Bowl", y otros diciendo que fue una de las mejores de todos los tiempos.

## Transmisión

### Estados Unidos
Con un estimado de 93,2 millones de espectadores, el Super Bowl XLI es la cuarta transmisión televisiva con mayor audiencia en la historia de los Estados Unidos. Las únicas que lo superan son las transmisiones del episodio final de la serie M*A*S*H y de los Super Bowls XXX y XLII. En su momento el Super Bowl XLI fue la tercera transmisión en esta lista, pero al año siguiente fue superado por el Super Bowl XLII.
El partido fue transmitido en los Estados Unidos por CBS en alta definición con el narrador Jim Nantz y el analista Phil Simms. Este fue el primer Super Bowl narrado por Nantz.

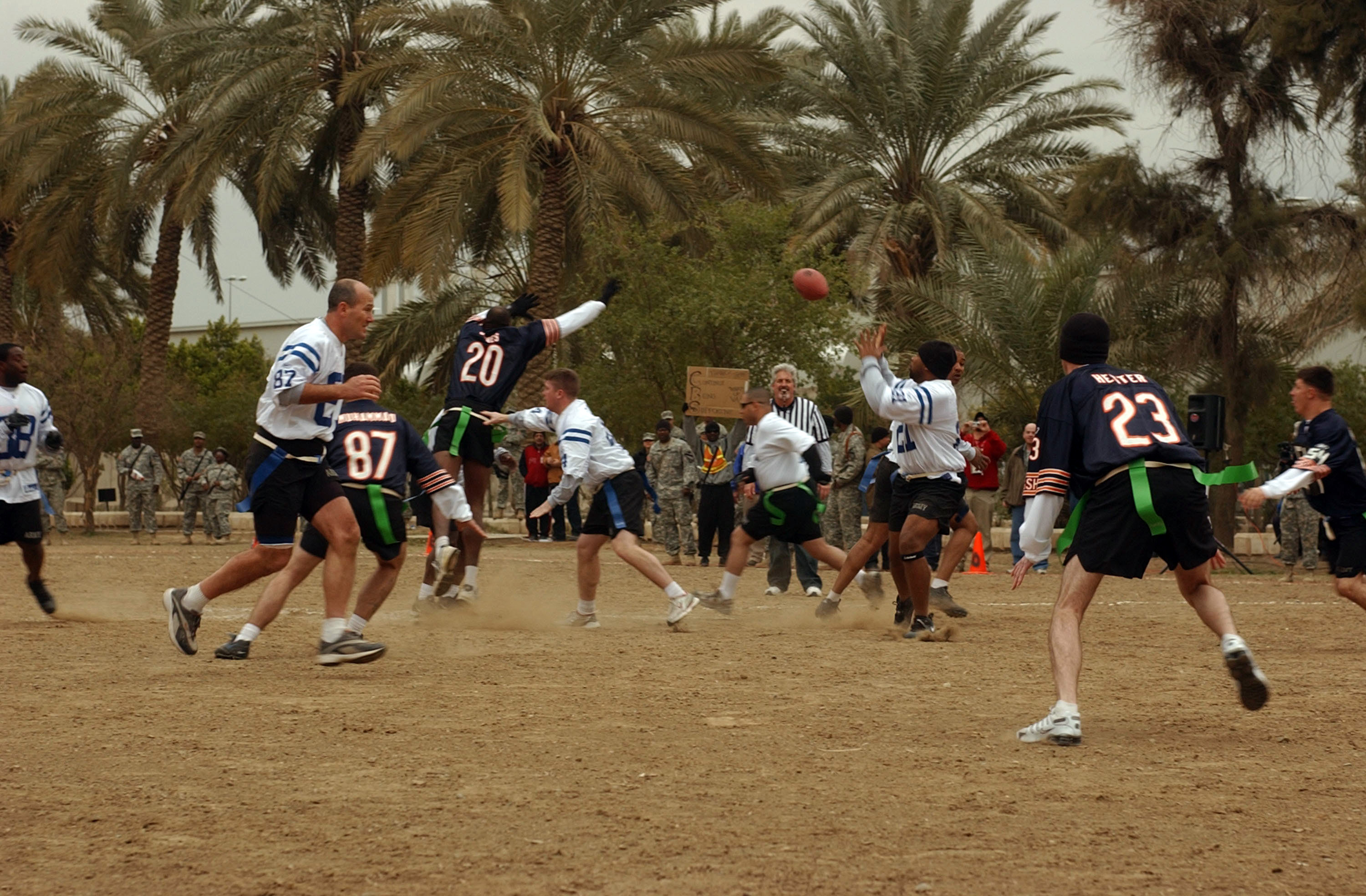
El "Baghdad Bowl", un partido de flag football celebrado en Irak el mismo día que el Super Bowl XLI.

Adicionalmente, la transmisión contaba con Steve Tasker y Solomon Wilcots reportando desde las líneas de banda y a Lesley Visser y Sam Ryan en las tribunas.
Este fue el primer Super Bowl transmitido por CBS desde el incidente de Janet Jackson y Justin Timberlake tres años antes en el Super Bowl XXXVIII y el primero también desde la separación de Viacom y CBS a fines de 2005. La extensa cobertura previa al juego, presentada por el equipo de The NFL Today con James Brown, Shannon Sharpe, Boomer Esiason y Dan Marino, cuyo nombre forma parte de la dirección del estadio (2269 Boulevard Dan Marino), comenzó al mediodía (EST) con el programa de recuento de la temporada Road to the Super Bowl ("Camino al Super Bowl") de NFL Films, narrado por Tom Selleck. A esto le siguió The Phil Simms All-Iron Team ("El equipo de acero de Phil Simms"), y un programa previo al partido de cuatro horas y media llamado Super Bowl Today ("Super Bowl hoy") seguido por la cobertura del juego a partir de las 18:25.
Westwood One proporcionó una cobertura radiofónica del evento, con Marv Albert y Boomer Esiason como narradores.
La American Forces Network (AFN) transmitió el Super Bowl para las fuerzas de los Estados Unidos en ultramar y para las naves de la Armada de los Estados Unidos en altamar.

### Internacional
El Super Bowl XLI fue transmitido en 232 países y territorios, y en 33 idiomas diferentes. Por primera vez la transmisión estuvo disponible en formato de alta definición, aunque también en su formato estándar. En total cuatro países enviaron múltiples equipos de transmisión para cubrir el evento: Japón, México, España y el Reino Unido. Entre las cadenas de televisión que transmitieron el partido estuvieron:
| - Alemania - ARD, NASN, DSF (diferido) - Argentina - ESPN y Fox Sports - Australia - SBS, Fox Sports y ESPN - Austria - ORF 1, DSF - Belice - Channel 5, Channel 7 (ambos proporcionados por CBS) - Brasil - BandSports y ESPN International; Bandeirantes también transmitió una versión condensada del partido. - Canadá - Global, NTV (en inglés) y RDS (en francés) - Chile - Fox Sports, ESPN - China - CCTV-5 - Corea del Sur - Seoul Broadcasting System - Croacia - Z1 - Dinamarca - TV2 Zulu - España - Canal+ - Filipinas - Solar Sports - Finlandia - MTV3 - Francia - France 2 - Hungría - Sport 1 - India - ESPN Asia | - Islandia - Sýn - Italia - Sky Sport Italia (en alta definición) - Japón - NHK BS-1, Nippon Television - Macedonia del Norte - Sport 4 - México - Televisa, TV Azteca (en alta definición) - Montenegro - Elmag RTV - Noruega - Viasat SportN - Nueva Zelanda - Sky Sports, ESPN - Países Bajos - NASN (en alta definición) - Perú - Fox Sports, ESPN - Portugal - Sport TV1 - Reino Unido - ITV (transmisión internacional y narradores de NFL), Sky Sports y Sky Sports HD (transmisión y narradores de CBS) - Rusia - NTV Plus - Serbia - SportKlub - Suecia - TV 6 - Tailandia - True Vision, ESPN - Turquía - Fox Sports Turquía |

El Super Bowl fue transmitido en vivo en Canadá por CBS (cadena que está disponible en ese país) así como por Global TV y NTV, las cuales utilizaron los comentarios principales de la CBS, y por el canal de cable en francés RDS. En el Reino Unido el Super Bowl fue transmitido por ITV 1,  Sky Sports 1 y Sky Sports HD1 con Sky Sports utilizando los comentarios principales de la CBS y con ITV usando los comentarios internacionales proporcionados por la NFL de Spero Dedes y Sterling Sharpe.

## Comerciales
Los precios para los anuncios publicitarios fueron ligeramente más altos que en el año anterior. CBS confirmó un precio de US$2,6 millones para un anuncio de 30 segundos, en comparación con los US$2,5 millones del Super Bowl XL. Esto da un promedio de US$85.000 por segundo de tiempo publicitario, aproximadamente. Sin embargo, CNN reportó que después de unos descuentos, el precio promedio era cercano a entre US$1,8 y US$2 millones. Anunciantes familiares en aquellos años como Anheuser-Busch, CareerBuilder, General Motors y Coca-Cola compraron varios spots publicitarios, y otros anunciantes populares como Go Daddy y Emerald Nuts tuvieron comerciales ese año.
Algo relacionado con los comerciales que sucedió en los meses anteriores al Super Bowl XLI fueron varias campañas para permitir a los consumidores implicarse en la creación de anuncios para el Super Bowl, inspiradas por sitios cuyo contenido es generado por los usuarios, como YouTube. Frito-Lay, propiedad de PepsiCo, anunció una campaña en septiembre de 2006 para permitir al público enviar anuncios para la marca Doritos y votar por el mejor, el cual sería transmitido durante el Super Bowl. Doritos en realidad transmitió dos de los comerciales debido al cerrado margen de diferencia en la votación; el anuncio ganador (presentando un encuentro fortuito con un hombre y una mujer que representaban las cualidades de Doritos) fue transmitido durante el primer cuarto, mientras que el segundo (con una cajera muy enamorada del producto) fue trasmitido durante el segundo cuarto. Cada uno de los cinco finalistas recibió US$10 000 en este concurso. General Motors anunció un concurso similar, aunque solo para estudiantes universitarios, para su marca Chevrolet; no obstante, el anuncio debía ser producido profesionalmente basado en ideas sugeridas por el público. El comercial ganador presentaba unos hombres reunidos alrededor de un modelo HHR con mujeres en él desnudándose y lavándolo. La propia NFL sostuvo un concurso similar para generar sugerencias para un comercial que promoviera a la liga. El anuncio ganador trataba de la tristeza de los fanáticos de que la temporada de sus equipos hubiera finalizado.
En una encuesta anual realizada por USA Today se eligió al anuncio de Budweiser presentando cangrejos venerando una hielera que contenía cervezas de aquella marca como el mejor anuncio del Super Bowl XLI, seguido por otro comercial de Budweiser que presentaba un perro callejero con manchas de lodo subiéndose al carro de la marca durante un desfile. En total, Anheuser-Busch ocupó siete de los primeros diez puestos de la encuesta, llevándose los tres primeros puestos. En otra encuesta en YouTube se eligió a uno de los anuncios de Doritos (producido con tan solo US$12, el costo de tres bolsas del producto) como el mejor comercial, mismo que terminó cuarto en la encuesta de USA Today.
Un comercial que provocó críticas por parte de la comunidad gay fue aquel de las barras de chocolate Snickers que presentaba a dos hombres besándose accidentalmente después de compartir el producto en cuestión, y que a continuación procedieron a arrancarse pelos del pecho como acto varonil, pero que más bien fue interpretado como homofóbico. El comercial resultó controvertido, y fue cancelado al día siguiente por Masterfoods USA (la división de botanas de Mars, Incorporated), y otras tres versiones fueron borradas del sitio web snickers.com. El comercial ocupó la novena posición en la encuesta de USA Today, y de acuerdo con un publicista de Masterfoods, no intentaba lastimar a nadie.
Un anuncio diferente de General Motors, que presentaba un robot en una línea de montaje suspendida contemplando el suicidio, provocó críticas de la Fundación Estadounidense para la Prevención del Suicidio (American Foundation for Suicide Prevention). El grupo solicitó una disculpa por parte de GM, y que el anuncio fuera sacado del aire y del sitio web de la compañía. La escena del suicidio fue reemplazada con una escena del robot viendo un auto siendo destrozado en una chatarrería cuando fue mostrado de nuevo durante la 79.ª edición de los premios Oscar, el 25 de febrero de ese año.